# Dominik Kuta
Dominik Kuta (ur. 5 października 1952 w Warszawie, zm. 7 marca 2023 tamże) – polski gitarzysta, multiinstrumentalista, wokalista, kompozytor.

## Życiorys
W połowie lat 60. debiutował w amatorskich zespołach bluesowych i współpracował z ustecką formacją rockową 74 Grupa Biednych. Grupa Telam (III miejsce na warszawskiej, młodzieżowej Gitariadzie w 1967 roku) dała początek pruszkowskiemu Motyw Bluesowi, w którym Dominik Kuta był gitarzystą i flecistą. W roku 1969 zespół otrzymał wyróżnienie podczas przeglądu w klubie Stodoła, dzięki czemu dostał się do czołówki grup warszawskich. Pod koniec listopada tegoż roku na I Ogólnopolskim Festiwalu Awangardy Beatowej (OFAB) w Kaliszu zajął IV miejsce, Kutę zaś wyróżniono w kategorii instrumentalistów.
W styczniu 1970 dołączył do zespołu Czerwone Gitary, gdzie pełnił funkcję wokalisty, gitarzysty, flecisty, a także pianisty. Wówczas występował pod pseudonimem Dominik Konrad. W muzyce zespołu dominowała w tym czasie aranżacja rozłożona na wiele harmonicznie dopasowanych instrumentów. Z myślą o wykorzystaniu możliwości Kuty, jako multiinstrumentalisty, grupa przygotowała ambitniejszy, niż dotychczas repertuar, który ukazał się na longplayu Na fujarce (1970). Płyta została przychylnie przyjęta przez krytykę, lecz nie znalazła uznania w oczach publiczności.
Kuta odbył wraz z zespołem liczne tournée krajowe i zagraniczne, wystąpił na VIII KFPP w Opolu (1970) i na bułgarskim festiwalu Złoty Orfeusz w kurorcie Słoneczny Brzeg. Jesienią grupa koncertowała w ZSRR, ukazał się kolejny album zatytułowany Warszawa – wydany przez NRD-owską Amigę. W grudniu 1970 r. Kuta opuścił Czerwone Gitary i rozpoczął krótkotrwałą współpracę z warszawskim zespołem Capella, a następnie z grupą Quorum.
W 1971 roku razem z Piotrem Buldeskim i Markiem Migdalskim utworzył przy Klubie Piosenki ZAKR w warszawskim hotelu Bristol folk-rockową Rodzinę Pastora. Skład zespołu uzupełniały wokalistki: Maria Figiel, zaś od stycznia 1972 roku Zofia Borca. Dzięki występom w Bristolu, Rodzina Pastora zdobyła uznanie fanów. W latach 1971–1972 nagrywała w Telewizji Polskiej i w Polskim Radiu. Piosenka A gdy leci głaz dostała się na listy przebojów i często była emitowana w Polskim Radiu.
Z początkiem 1972 roku Rodzina Pastora zarejestrowała swoje kolejne nagrania, z czego 4 zostały opublikowane przez Polskie Nagrania na płycie EPce (N-0708) pod nazwą Grupa Dominika, tuż po rozwiązaniu zespołu. Na płycie znalazły się trzy kompozycje Kuty (Ogon pawia, Zawsze humor mam, Uśmiech trzeba mieć) i jedna Andrzeja Zygierewicza (A gdy leci głaz) do tekstów Marka Dagnana, Tadeusza Rzymskiego i Grzegorza Walczaka. Ponadto zespół został zaproszony do wzięcia udziału w koncercie Debiuty, odbywającego się w ramach KFPP Opole'72. Zanim jednak do tego doszło, drogi Kuty i Buldeskiego rozeszły się, co położyło kres istnieniu grupy.
W latach 1972–1975 muzyk współpracował z Bractwem Kurkowym 1791 (Buldeski założył zespół Piotr Pastor i Słońce) – grał wtedy na gitarach (6 i 12-strunowa), banjo, flecie, harmonijce ustnej i śpiewał. Był współtwórcą widowisk Już gwiazdeczka się kolebie i Życie, Miłość, Folk (fragmenty obydwu spektakli ukazały się na płytach). Jest kompozytorem utworów Niezwykła noc i Teatr życia.
W 1973 roku wystąpił z Bractwem Kurkowym na XI KFPP w Opolu, gdzie nagrodzono utwór Koleiny oraz na VII FPŻ w Kołobrzegu, gdzie zespół wywalczył Srebrny Pierścień za piosenkę W wojsku nie jest źle. Ponadto w latach 1973–1974 grupa wystąpiła poza konkursem na XIII MFP w Sopocie, X Światowym Festiwalu Młodzieży i Studentów w Berlinie oraz na Festiwalu Mody w Gdańsku, gdzie zespół otrzymał Złoty Medal za program Muzyka i moda oraz trzykrotnie w ZSRR.
Na początku 1975 roku multiinstrumentalista reaktywował Grupę Dominika. Z dawnego składu, w różnych okresach w zespole pojawili się Buldeski i Migdalski. W kwietniu 1975 roku Grupa Dominika wystąpiła przed szerszym audytorium podczas II Targów Estradowych Poltest w Łodzi, przedstawiając program literacko-muzyczny Z krzyku rodziło się życie (autorem słów piosenki tytułowej jest Piotr Janczerski) oraz jeździła z koncertami po Polsce, lecz zespół nie przetrwał zbyt długo. Po rozwiązaniu Grupy Dominika w 1976 roku, Kuta rozpoczął pracę muzyka sesyjnego.
Indywidualnym sukcesem artysty było zdobycie III nagrody za kompozycję Tam znajdę cię Ojczyzno (muz. D. Kuta, sł. G. Walczak), ex aequo z autorami piosenki Naprawdę warto (muz. S. Krajewski, sł. K. Winkler) w dwuetapowym konkursie (otwartym i zamkniętym) na piosenkę młodzieżową, ogłoszonym przez FSZMP w 1976 roku (I i II nagrody jury postanowiło nie przyznawać). Już w XXI wieku Dominik Kuta występował z Maciejem Kubickim (ex-Eden i Breakout) w zespole Lapidarium Band. 23 października 2020 roku, nakładem GAD Records ukazał się album pt. Biegnijmy w słońce z zachowanymi nagraniami telewizyjnymi i radiowymi Rodziny Pastora z lat 1971–1972.

## Życie prywatne
Żoną Dominika Kuty była w latach 70. Laura Łącz. Pobrali się w 1972 roku. Ona miała wtedy 18 lat i była na pierwszym roku studiów aktorskich, zaś on był popularnym muzykiem, który miał już za sobą współpracę z Czerwonymi Gitarami i Quorum. Relację z uroczystości pokazano w Dzienniku Telewizyjnym. Ich małżeństwo przetrwało 7 lat.
Jego siostrą była aktorka Magdalena Kuta.
Został pochowany na Cmentarzu Czerniakowskim w Warszawie.

## Dyskografia

### Z zespołemCzerwone Gitary

#### Albumy
- 1970: Na fujarce (LP, Muza – XL/SXL 0599)
- 1970: Warszawa (LP, Amiga (NRD) – 8 55 256)

#### Single
- 1970: Anna Maria / Wenn Du Willst [Jeśli tego chcesz] (SP, Amiga (NRD) – 4 50 797)[6][15]
- 1970: Solche Schönen Augen [Takie ładne oczy] / Heut’ Kennst Du Mich Nicht Mehr (SP, Amiga (NRD) – 4 50 798)[6][16]

### Z Rodziną Pastora/Grupą Dominika

#### Albumy
- 2020: Rodzina Pastora – Biegnijmy w słońce (CD, GAD Records GAD CD 140 – zbiór telewizyjnych i radiowych nagrań zespołu z lat 1971–1972)[8]

#### Czwórki
- 1972: A gdy leci głaz / Ogon pawia / Zawsze humor mam / Uśmiech trzeba mieć (EP, Muza – N-0708)

#### Kompilacje
- 1975: Polskie Targi Estradowe – Łódź 1975: Z krzyku rodziło się życie (LP, Muza – SX 1219)
- 2020: Wędrujmy. Wakacyjny przewodnik po polskiej psychodelii i folk-rocku (CD, GAD Records GAD CD 128)[17]

#### Nagrania telewizyjne i radiowe
- „Telewizyjny Ekran Młodych” (11.1971): To tak jak sen, Gdy pełnoletnia będę Tom, Ten kawałek świata, Trochę wiosny, trochę lata, Ucieczka w deszcz, Biegnijmy w słońce, Whole Lotta Love (z rep Led Zeppelin)[8][9];
- Młodzieżowe Studio „Rytm” (1972): Musisz w drodze być, A gdy leci głaz, Zawsze humor mam, Uśmiech trzeba mieć, Ogon pawia, Płoną ognie w nocy ciemnej[8], A ja wcale nie wiem (utwór nieodnaleziony w archiwum)[9];
- „Podwieczorek przy mikrofonie” (14.06.1972): Musisz w drodze być (wersja koncertowa)[8][9];
- 1975: Z krzyku rodziło się życie.

### Z zespołemBractwo Kurkowe 1791

#### Albumy
- 1973: Już gwiazdeczka się kolebie (LP, Muza – SXL-0959; płyta z pastorałkami),
- 1974: Życie, Miłość, Folk (LP, Muza – SXL-1063),
- 1974: Hallo 1/74  – Wege Ändern Sich [Koleiny] / Schornsteinfeger Johnny [Kominiarz Johnny] (LP, Amiga (NRD) – 855 343) (kompilacja),
- 1974: Beat, Rock & Blues Aus Der VR Polen – Kasia und die Sonne [Kasia i słońce] / Schornsteinfeger Johnny [Kominiarz Johnny] (LP, Amiga (NRD) – 855 394) (kompilacja),
- 2000:  Polskie Dzwony...Plus...Już Gwiazdeczka Się Kolebie (CD, Yesterday, Muza – 830988514-2) (kompilacja),
- 2000:  Bractwo Kurkowe – Życie, Miłość, Folk ...Plus... Piotr Janczerski I Bractwo Kurkowe (CD, Yesterday, Muza – 830988515-2) (kompilacja).

#### Single i czwórki
- 1974: Kasia und die Sonne [Kasia i słońce] / Vor langen Jahren [Obraz zapamiętany] (SP, Amiga (NRD) – 456 036),
- 1974: Hej, Winterschaft [Skrzypi wóz] / Schlaf, mein Sohn [Mroźna cisza] (SP, Amiga (NRD) – 456 083),
- 1975: Сойди На Землю [Zejdź na ziemię] / Дневник Человека [Pamiętnik człowieka] / Эй, Принесите [Hej, przynieście] / Летит Серебро [Leci srebro] (EP, Melodia (ZSRR) – C62-05327-28).

#### Nagrania radiowe
- 1973: Polonez Gdański, Koleiny; W wojsku nie jest źle, Pytasz mnie matulu, Hej przynieście, Wiosna życia, Dyskoteka babci,
- 1974: Lato, lato, Przynieście maki, A my majowi, Witaj dniu.

### ZElizą Grochowiecką

#### Kompilacje
- 1993: Perfect – 1971–1991 Historie Nieznane: O tobie, jesieni i innych rzeczach (Inter Sonus – IS 062).